# Наследование (программирование)
Насле́дование (англ. inheritance) — концепция объектно-ориентированного программирования, согласно которой абстрактный тип данных может наследовать данные и функциональность некоторого существующего типа, способствуя повторному использованию компонентов программного обеспечения.

### Терминология
В объектно-ориентированном программировании, начиная с Simula 67, абстрактные типы данных называются классами.
Суперкласс (англ. super class), родительский класс (англ. parent class), предок, родитель или надкласс — класс, производящий наследование в подклассах, то есть класс, от которого наследуются другие классы. Суперклассом может быть подкласс, базовый класс, абстрактный класс и интерфейс.
Подкласс (англ. subclass), производный класс (англ. derived class), дочерний класс (англ. child class), класс потомок, класс наследник или класс-реализатор — класс, наследуемый от суперкласса или интерфейса, то есть класс определённый через наследование от другого класса или нескольких таких классов. Подклассом может быть суперкласс.
Базовый класс (англ. base class) — это класс, находящийся на вершине иерархии наследования классов и в основании дерева подклассов, то есть не являющийся подклассом и не имеющий наследований от других суперклассов или интерфейсов. Базовым классом может быть абстрактный класс и интерфейс. Любой не базовый класс является подклассом.
Интерфейс (англ. interface) — это структура, определяющая чистый интерфейс класса, состоящий из абстрактных методов. Интерфейсы участвуют в иерархии наследований классов и интерфейсов.
Суперинтерфейс (англ. super interface) или интерфейс-предок — это аналог суперкласса в иерархии наследований, то есть это интерфейс производящий наследование в подклассах и подинтерфейсах.
Интерфейс-потомок, интерфейс-наследник или производный интерфейс (англ. derived interface) — это аналог подкласса в иерархии наследований интерфейсов, то есть это интерфейс наследуемый от одного или нескольких суперинтерфейсов.
Базовый интерфейс — это аналог базового класса в иерархии наследований интерфейсов, то есть это интерфейс, находящийся на вершине иерархии наследования.
Иерархия наследования или иерархия классов — дерево, элементами которого являются классы и интерфейсы.

### Применение
Наследование является механизмом повторного использования кода (англ. code reuse) и способствует независимому расширению программного обеспечения через открытые классы (англ. public classes) и интерфейсы (англ. interfaces). Установка отношения наследования между классами порождает иерархию классов (англ. class hierarchy).

## Наследование и полиморфизм подтипов
Часто наследование отождествляют с полиморфизмом подтипов (англ. subtyping):
- Концептуально, полиморфизм подтипов устанавливает отношение: «является» (англ. is-a relationship), — тем самым имитируя семантическое отношение наследования;
- В свою очередь наследование в большей степени относится к повторному использованию кода, то есть определяет синтаксическое отношение.

Несмотря на приведённое выше замечание, наследование является широко используемым механизмом установки отношения «является» (англ. is-a relationship). Некоторые языки программирования согласуют наследование и полиморфизм подтипов (в основном, это относится к языкам со статической типизацией: C++, C#, Java и Scala) — в то время как другие разделяют вышеописанные концепции.
Наследование, — даже в языках программирования, которые поддерживают применение наследования как механизма, обеспечивающего полиморфизм подтипов, — не гарантирует поведенческий полиморфизм подтипов; смотри: «Принцип подстановки» Барбары Лисков.

## Типы наследования

### «Простое» наследование
«Простое» наследование, иногда называемое одиночным наследованием, описывает родство между двумя классами: один из которых наследует второму. Из одного класса могут выводиться многие классы, но даже в этом случае подобный вид взаимосвязи остается «простым» наследованием.

#### Абстрактные классы и создание объектов
Для некоторых языков программирования справедлива следующая концепция.
Существуют «абстрактные» классы (объявляемые таковыми произвольно или из-за приписанных им абстрактных методов); их можно описывать имеющими поля и методы. Создание же объектов (экземпляров) означает конкретизацию, применимую лишь к неабстрактным классам (в том числе, к неабстрактным наследникам абстрактных), — представителями которых, по итогу, будут созданные объекты.
Пример: Пусть базовый класс «Сотрудник ВУЗа», — от которого наследуются классы «Аспирант» и «Профессор», — абстрактный. Общие поля и функции классов (например, поле «Год рождения») могут быть описаны в базовом классе. И в программе будут созданы объекты только производных классов: «Аспирант» и «Профессор»; обычно нет смысла создавать объекты базовых классов.

### Множественное наследование
При множественном наследовании у класса может быть более одного предка. В этом случае класс наследует методы всех предков. Достоинства такого подхода в большей гибкости.
Множественное наследование реализовано в C++. Из других языков, предоставляющих эту возможность, можно отметить Python и Eiffel. Множественное наследование поддерживается в языке UML.
Множественное наследование — потенциальный источник ошибок, которые могут возникнуть из-за наличия одинаковых имён методов в предках. В языках, которые позиционируются как наследники C++ (Java, C# и другие), от множественного наследования было решено отказаться в пользу интерфейсов. Практически всегда можно обойтись без использования данного механизма. Однако, если такая необходимость всё-таки возникла, то для разрешения конфликтов использования наследованных методов с одинаковыми именами возможно, например, применить операцию расширения видимости — «::» — для вызова конкретного метода конкретного родителя.
Попытка решения проблемы наличия одинаковых имён методов в предках была предпринята в языке Eiffel, в котором при описании нового класса необходимо явно указывать импортируемые члены каждого из наследуемых классов и их именование в дочернем классе.
Большинство современных объектно-ориентированных языков программирования (C#, Java, Delphi и другие) поддерживают возможность одновременно наследоваться от класса-предка и реализовать методы нескольких интерфейсов одним и тем же классом. Этот механизм позволяет во многом заменить множественное наследование — методы интерфейсов необходимо переопределять явно, что исключает ошибки при наследовании функциональности одинаковых методов различных классов-предков.

## Единый базовый класс
В ряде языков программирования, все классы, — явно или неявно, — наследуются от некоего базового класса. Smalltalk был одним из первых языков, в которых использовалась эта концепция. К таким языкам также относятся: Objective-C (класс NSObject), Perl (UNIVERSAL), Eiffel (ANY), Java (java.lang.Object), C# (System.Object), Delphi (TObject), Scala (Any).

## Наследование в языках программирования

### C++
Наследование в C++:
```
class
 
A
 
{};
 
// Базовый класс

class
 
B
 
:
 
public
 
A
 
{};
 
// Public-наследование

class
 
C
 
:
 
protected
 
A
 
{};
 
// Protected-наследование

class
 
Z
 
:
 
private
 
A
 
{};
 
// Private-наследование

```

В C++ существует три типа наследования: public, protected, private. Спецификаторы доступа членов базового класса меняются в потомках следующим образом:
- Если класс объявлен как базовый для другого класса со спецификатором доступа …
  - … public:
    - public-члены базового класса — доступны как public-члены производного класса;
    - protected-члены базового класса — доступны как protected-члены производного класса;

  - … protected:
    - public- и protected-члены базового класса — доступны как protected-члены производного класса;

  - … private:
    - public- и protected-члены базового класса — доступны как private-члены производного класса.

Одним из основных преимуществ public-наследования является то, что указатель на классы-наследники может быть неявно преобразован в указатель на базовый класс, то есть для примера выше можно написать:
```
A
*
 
a
 
=
 
new
 
B
();

```

Эта интересная особенность открывает возможность динамической идентификации типа (RTTI).

### Delphi (Object Pascal)
Для использования механизма наследования в Delphi необходимо в объявлении класса в скобках class указать класс предок:
Предок:
```
TAncestor
 
=
 
class

private

protected

public

  
// Виртуальная процедура

  
procedure
 
VirtualProcedure
;
 
virtual
;
 
abstract
;
 

  
procedure
 
StaticProcedure
;

end
;

```

Наследник:
```
TDescendant
 
=
 
class
(
TAncestor
)

private

protected

public

  
// Перекрытие виртуальной процедуры

  
procedure
 
VirtualProcedure
;
 
override
;

  
procedure
 
StaticProcedure
;

end
;

```

Абсолютно все классы в Delphi являются потомками класса TObject. Если класс-предок не указан, то подразумевается, что новый класс является прямым потомком класса TObject.
Множественное наследование в Delphi изначально принципиально не поддерживается, однако для тех, кому без этого не обойтись всё же имеются такие возможности, например, за счёт использования классов-помощников (Сlass Helpers).

### Python
Python поддерживает как одиночное, так и множественное наследование. При доступе к атрибуту, просмотр производных классов происходит в порядке разрешения метода (англ. method resolution order, MRO).
```
class
 
Ancestor1
(
object
):
   
# Предок-1

    
def
 
m1
(
self
):
 
pass

class
 
Ancestor2
(
object
):
   
# Предок-2

    
def
 
m1
(
self
):
 
pass

class
 
Descendant
(
Ancestor1
,
 
Ancestor2
):
   
# Наследник

    
def
 
m2
(
self
):
 
pass

d
 
=
 
Descendant
()
           
# Инстанциация

print
 
d
.
__class__
.
__mro__
  
# Порядок разрешения метода:

```

```
(
<
class
 
'
__main__
.
Descendant
'>, <class '
__main__
.
Ancestor1
'>, <class '
__main__
.
Ancestor2
'>, <type '
object
'>)

```

С версии Python 2.2  в языке сосуществуют «классические» классы и «новые» классы. Последние являются наследниками object. «Классические» классы будут поддерживаться вплоть до версии 2.6, но удалены из языка в Python 3.0.
Множественное наследование применяется в Python, в частности, для введения в основной класс классов-примесей (англ. mix-in).

### PHP
Для использования механизма наследования в PHP необходимо в объявлении класса после имени объявляемого класса-наследника указать слово extends и имя класса-предка:
```
class
 
Descendant
 
extends
 
Ancestor
 
{

}

```

В случае перекрытия классом-наследником методов предка, доступ к методам предка можно получить с использованием ключевого слова parent:
```
class
 
A
 
{

  
function
 
example
()
 
{

    
echo
 
"Вызван метод A::example().<br />
\n
"
;

  
}

}

class
 
B
 
extends
 
A
 
{

  
function
 
example
()
 
{

    
echo
 
"Вызван метод B::example().<br />
\n
"
;

    
parent
::
example
();

  
}

}

```

Можно предотвратить перекрытие классом-наследником методов предка; для этого необходимо указать ключевое слово final:
```
class
 
A
 
{

  
final
 
function
 
example
()
 
{

    
echo
 
"Вызван метод A::example().<br />
\n
"
;

  
}

}

class
 
B
 
extends
 
A
 
{

  
function
 
example
()
 
{
 
//вызовет ошибку

    
parent
::
example
();
 
//и никогда не выполнится

  
}

}

```

Чтобы при наследовании обратиться к конструктору родительского класса, необходимо дочернему классу в конструкторе указать parent::__construct();

### Objective-C
```
@interface
 
A
 : 
NSObject
 

-
 
(
void
)
 
example
;

@end

@implementation

- (
void
)
 
example

{

    
NSLog
(
@"Class A"
);

}

@end

@interface
 
B
 : 
A

-
 
(
void
)
 
example
;

@end

@implementation

- (
void
)
 
example

{

    
NSLog
(
@"Class B"
);

}

@end

```

В интерфейсе объявляют методы, которые будут видны снаружи класса (public).
Внутренние методы можно реализовывать без интерфейса. Для объявления дополнительных свойств, пользуются interface-extension в файле реализации.
Все методы в Objective-C виртуальные.

### Java
Пример наследования от одного класса и двух интерфейсов:
```
        
public
 
class
 
A
 
{
 
}

        
public
 
interface
 
I1
 
{
 
}

        
public
 
interface
 
I2
 
{
 
}

        
public
 
class
 
B
 
extends
 
A
 
implements
 
I1
,
 
I2
 
{
 
}

```

Директива final в объявлении класса делает наследование от него невозможным.

### C#
Пример наследования от одного класса и двух интерфейсов:
```
        
public
 
class
 
A
 
{
 
}

        
public
 
interface
 
I1
 
{
 
}

        
public
 
interface
 
I2
 
{
 
}

        
public
 
class
 
B
 
:
 
A
,
 
I1
,
 
I2
 
{
 
}

```

Наследование от типизированных классов можно осуществлять, указав фиксированный тип, либо путём переноса переменной типа в наследуемый класс:
```
        
public
 
class
 
A
<
T
>

        
{
 
}

        
public
 
class
 
B
 
:
 
A
<
int
>

        
{
 
}

        
public
 
class
 
B2
<
T
>
 
:
 
A
<
T
>

        
{
 
}

```

Допустимо также наследование вложенных классов от классов, их содержащих:
```
    
class
 
A
 
// default class A is internal, not public class B can not be public

    
{

        
class
 
B
 
:
 
A
 
{
 
}

    
}

```

Директива sealed в объявлении класса делает наследование от него невозможным.

### Ruby
```
class
 
Parent

  
def
 
public_method

    
"Public method"

  
end

  
private

    
def
 
private_method

      
"Private method"

    
end

end

class
 
Child
 
<
 
Parent

  
def
 
public_method

    
"Redefined public method"

  
end

  
def
 
call_private_method

    
"Ancestor's private method: "
 
+
 
private_method

  
end

end

```

Класс Parent является предком для класса Child, у которого переопределён метод public_method.
```
child
 
=
 
Child
.
new

child
.
public_method
 
#=> "Redefined public method"

child
.
call_private_method
 
#=> "Ancestor's private method: Private method"

```

Приватные методы предка можно вызывать из наследников.

### JavaScript
```
class
 
Parent
 
{

  
constructor
(
data
)
 
{

    
this
.
data
 
=
 
data
;

  
}

  

  
publicMethod
()
 
{

    
return
 
'Public Method'
;

  
}

}

class
 
Child
 
extends
 
Parent
 
{

  
getData
()
 
{

    
return
 
`Data: 
${
this
.
data
}
`
;

  
}

  
publicMethod
()
 
{

    
return
 
'Redefined public method'
;

  
}

}

const
 
test
 
=
 
new
 
Child
(
'test'
);

test
.
getData
();
 
// => 'Data: test'

test
.
publicMethod
();
 
// => 'Redefined public method'

test
.
data
;
 
// => 'test'

```

Класс Parent является предком для класса Child, у которого переопределен метод publicMethod.
В JavaScript используется прототипное наследование.

## Конструкторы и деструкторы
В C++ конструкторы при наследовании вызываются последовательно от самого раннего предка до самого позднего потомка, а деструкторы наоборот — от самого позднего потомка до самого раннего предка.
```
class
 
First

{

public
:

    
First
()
  
{
 
cout
 
<<
 
">>First constructor"
 
<<
 
endl
;
 
}

    
~
First
()
 
{
 
cout
 
<<
 
">>First destructor"
 
<<
 
endl
;
 
}

};

class
 
Second
:
 
public
 
First

{

public
:

    
Second
()
  
{
 
cout
 
<<
 
">Second constructor"
 
<<
 
endl
;
 
}

    
~
Second
()
 
{
 
cout
 
<<
 
">Second destructor"
 
<<
 
endl
;
 
}

};

class
 
Third
:
 
public
 
Second

{

public
:

    
Third
()
  
{
 
cout
 
<<
 
"Third constructor"
 
<<
 
endl
;
 
}

    
~
Third
()
 
{
 
cout
 
<<
 
"Third destructor"
 
<<
 
endl
;
 
}

};

// выполнение кода

Third
 
*
th
 
=
 
new
 
Third
();

delete
 
th
;

// результат вывода

/*

>>First constructor

>Second constructor

Third constructor

Third destructor

>Second destructor

>>First destructor

*/

```